# Фишерс Ајланд (Њујорк)
Фишерс Ајланд (енгл. Fishers Island) насељено је место без административног статуса у америчкој савезној држави Њујорк.

## Демографија
По попису из 2010. године број становника је 236, што је 53 (-18,3%) становника мање него 2000. године.
| Група             | 2000.       | 2010.       |
| Белци             | 273 (94,5%) | 225 (95,3%) |
| Афроамериканци    | 3 (1,0%)    | 2 (0,8%)    |
| Азијати           | 3 (1,0%)    | 2 (0,8%)    |
| Хиспаноамериканци | 4 (1,4%)    | 2 (0,8%)    |
| Укупно            | 289         | 236         |